# دونكان تايلور
دونكان تايلور (بالإنجليزية: Duncan Taylor)‏ هو لاعب اتحاد الرغبي بريطاني، ولد في 5 سبتمبر 1989 في نورثامبتون في المملكة المتحدة.

## وصلات خارجية
- دونكان تايلور على موقع دوري الرغبي الممتاز (الإنجليزية)
- دونكان تايلور عل موقع إسبنسكروم (الإنجليزية)
- دونكان تايلور على موقع ItsRugby.co.uk (الإنجليزية)